# Cosoryx furcatus
Cosoryx furcatus è un antilocapride estinto del quale sono note testimonianze fossili risalenti al Miocene, rinvenute nell'attuale Nevada.